# Dave Coulier
David Alan "Dave" Coulier, född 21 september 1959 i St. Clair Shores, Michigan, är en amerikansk komiker, imitatör, skådespelare och röstskådespelare. 
Coulier är mest känd för att spela rollen som Joey Gladstone i komediserien Huset fullt och i uppföljaren Huset fullt - igen. Coulier gjorde Peter Venkmans röst i The Real Ghostbusters som är en tecknad version av Ghostbusters. 
Coulier har ett stort intresse för ishockey och är en entusiastisk supporter av Detroit Red Wings. Han deltar ofta i välgörenhetsevenemang i ishockey. På en välgörenhetsmatch introducerade han Valeri Bure för hans medskådespelerska från TV-serien Huset fullt Candace Cameron Bure, vilka nu är gifta och har barn.
I början av 1990-talet var Coulier gift under två år med Jayne Modean. De har en son tillsammans. Under juli 2014 gifte sig Coulier med Melissa Bring.

## Filmografi i urval
- The Jetsons (1962) (röst) (omsyndikerat version, 1985)
- Scooby-Doo och Scrappy-Doo (1979) (TV-serie) (röst)
- Things Are Tough All Over (1982)
- Out of Control (1984) (TV-serie)
- Muppet Babies (1986-1991) (TV-serie) (röst)
- Huset fullt (1987-1995) (TV-serie)
- The Real Ghostbusters (1986) (TV-serie) (Peter Venkman) (1987 – 1991) (ursprungligen Lorenzo Music)
- America's Funniest People (1990) (TV-serie)
- The Thirteenth Year (1999) (TV)
- To Tell the Truth (2000) (TV-serie)
- America's Most Talented Kid (2003) (TV-serie)
- The Even Stevens Movie (2003) (TV)
- The Surreal Life (2003) (TV-serie) (2004)
- Robot Chicken (2006) (TV-serie) (röst)
- Skating With Celebrities (2006) (TV-serie)
- Farce of the Penguins (2007) (direkt på DVD) (röst)
- The GradeSchool Game (2007) (värd)
- Shredderman Rules! (2007) (TV)
- Huset fullt – igen (2016-2019) (TV-serie)